# Namig Nasrullayev
Namig Nasrullayev (en azéri : Namiq Nəsrulla oğlu Nəsrullayev ; né le 2 février 1945 à Bakou et mort le 17 janvier 2023 à Bakou) et un ministre de l'Économie (Azerbaïdjan) (1996-2001), premier président de la Chambre des comptes de la république d'Azerbaïdjan (2001 –2007).

## Biographie
Namig Nasrulla oghlu Nasrullayev est le fils de l’homme d'État azerbaïdjanais, Nasrulla Nasrullayev.
- En 1962, Il obtient son diplôme d'études secondaires.
- En 1967, il est diplômé de l'Institut du pétrole et de la chimie d'Azerbaïdjan M. Azizbayov avec distinction.
- En 1970, N. Nasrullayev obtient son diplôme de mathématiques appliquées à l'université d'État M. Lomonossov de Moscou.
- À partir de 1968, il travaille sur la théorie de l'invariance du contrôle et de la régulation automatiques et des systèmes de régulation extrêmes à l'école supérieure de l'Institut des problèmes de gestion de l'Académie des sciences de l'URSS .
- En 1978, il obtient le diplôme scientifique de candidat en sciences techniques.
- En 1978-1987, il travaille comme directeur adjoint de l'Institut de cybernétique de l'Académie des sciences d'Azerbaïdjan.
- 1996-2001, ministre de l'économie

Il reçoit 15 certificats d'auteur et ses 32 ouvrages scientifiques sont publiés.
- 2001-2007, président de la Chambre des comptes.

## Activité politique
À partir de 1995, il travaille comme premier vice-ministre de l'Économie de la république d'Azerbaïdjan 
De 1996 à 2001, il est ministre de l'Économie de la république d'Azerbaïdjan.
En 2001, il est nommé président de la Chambre des comptes de la république d'Azerbaïdjan.

## Prix et distinctions
- Prix spécial du Conseil des ministres de l'URSS en 1973
- Médaille « Pour la Valeur du travail » en 1986
- Ordre de l'Amitié[3]
- Marque de distinction de la Chambre des comptes de la fédération de Russie en 2007.

## Mémoire
- Plaque commémorative[4].